# آزناگولوو
آزناگولوو (انگلیسی: Aznagulovo) یک شهرک در شهرستان بلورتسکی باشقیرستان کشور روسیه است.